# Enclos du port
L'Enclos du port, aussi connu sous l'appellation de Péristyle, désigne à Lorient une zone occupée initialement par les bâtiments de la Compagnie des Indes. Elle est bordée à l'est par le Scorff, et au sud par le bassin à flot de la ville. La plupart des bâtiments sont détruits lors des bombardements que subit la ville en janvier et février 1943 mais en a épargné certains devenus emblématiques de la commune.

## Historique
En dépit des destructions de 1943, la position de l'enclos a comme épargné la tour de la découverte. On y trouve aussi un ancien moulin.
- L'hôtel Gabriel est le siège administratif de l'officier général commandant la Marine à Lorient.

L'ensemble, propriété de la marine royale puis de la marine nationale, est racheté par la ville de Lorient en 2007.

## Actualité
En 2000, TV Breizh s'installe dans l'ancienne poste des Armées, quai du Péristyle et, dans son sillage, différentes sociétés de productions prennent également possession des lieux. Un auditorium de doublage, dédié au doublage en langue bretonne, est également construit dans ce même bâtiment par la société de production La Découverte. C'est alors le plus grand studio de doublage construit en Province.
L'activité de production diminue rapidement, et de moins en moins de sociétés de productions restent présentes sur le site.
Tv Breizh quitte le Pôle image en 2013 et seul subsistent Her Bak Média, Lyo Production, Plurielles Production et Dizale qui continue d'exploiter l'auditorium jusqu'en 2015, date à laquelle la ville de Lorient, propriétaire des lieux, commence la destruction du pôle image.
L'hôtel d'agglomération, construit de toutes pièces, y est ouvert début 2015 sous l'appellation de la maison d'agglomération.

## Sources
1. ↑  Christian Gouerou, « Historique ! Lorient achète l'Enclos du port », Ouest-France, 24 octobre 2007, consulté sur www.lorient.maville.com le 23 juillet 2012.
2. ↑  Nadine Boursier, « Lorient. Clap de fin pour le Pôle image au Péristyle », Ouest-France.fr,‎ 6 février 2015 (lire en ligne, consulté le 23 janvier 2017)